# Смола, Михал
Ми́хал Смо́ла (чеш. Michal Smola; род. 21 декабря 1981, Злин, Чехословакия) — чешский ориентировщик, серебряный призёр чемпионата мира по спортивному ориентированию.
Один из лучших чешских ориентировщиков на данный момент (январь 2009). На домашнем чемпионате мира в Чехии в 2008 году выиграл серебряную медаль на средней дистанции, уступив только признанному лидеру в мужском ориентировании — французу Тьерри Жоржиу.
Трижды становился чемпионом мира среди юниоров — дважды в составе эстафетной команды и однажды на короткой дистанции.